# Состојба пред инфаркт
„Состојба пред инфаркт” је југословенски и македонски ТВ филм из 1986. године. Режирао га је Зоран Младеновић а сценарио је написао Владимир Плавевски.

## Улоге
| Глумац             | Улога |
| ------------------ | ----- |
| Викторија Анђусева |       |
| Киро Ћортошев      |       |
| Вукан Диневски     |       |
| Душан Костовски    |       |
| Милица Стојанова   |       |
| Ненад Стојановски  |       |
| Мими Таневска      |       |